# هایدی سودال
هایدی سودال (انگلیسی: Heidi Sevdal؛ زادهٔ ۶ مارس ۱۹۸۹) بازیکن فوتبال اهل دانمارک است.
از باشگاه‌هایی که در آن بازی کرده‌است می‌توان به باشگاه فوتبال توشهاون و باشگاه فوتبال هاونر بولتفلاگ اشاره کرد.
وی همچنین در تیم‌های ملی فوتبال Faroe Islands women's national under-19 football team، زنان جزایر فارو، و اتحادیه فوتبال جزایر فارو بازی کرده‌است.